# Congos de Villa Mella
Los Congos de Villa Mella es una cofradía del Espíritu Santo fundada en el siglo XVI por esclavizados africanos y mestizos. Esta cofradía constituye una de las expresiones tradicionales socioculturales de mayor trascendencia y singularidad de la República Dominicana. Está profundamente arraigada a la historia, geografía y cultura del país y, muy especialmente, de la comunidad de Mata Los Indios, Villa Mella .

## Leyenda
Según Fradique Lizardo, y varios informantes de la comunidad de Villa Mella la leyenda de la Cofradía de los Congos del Espíritu Santo dice que hace un tiempo (no hay una fecha específica de cuando), unas personas que buscaban un lugar para fundar su pueblo, se encontraron con el Espíritu Santo recostado de un tronco de Copey, Éste tenía una paloma blanca en la mano en actitud de volar y a sus pies se encontraban varios instrumentos musicales (congo mayor, congo menor o conguito, canoíta y una maraca). El Espíritu Santo indicó que con esos instrumentos le tocarían en su honor y Él mismo enseñó los pasos de baile. También ordenó que los hermanos de esta sociedad podían tocar y bailar velaciones y otras fiestas religiosas que le sean ofrecidas, siempre que Él estuviera presente.

## Función principal
La función principal de la cofradía es celebrar las fiestas de la Virgen del Rosario (7 de octubre) y del Espíritu Santo (domingo de Pentecostés), así como la realización de las ceremonias funerarias de los difuntos que de una u otra forma están ligados a la tradición de los Congos. A estos difuntos les son dedicados 21 "toques" con sus instrumentos característicos que son el Congo, Conguito, maracas y canoas (canoíta). Además, la cofradía coordina y participa en eventos de carácter comunitario, social y festivo, dentro y fuera de su comunidad de origen.
Algunos de sus miembros más reconocidos fueron Sixto Minier y Pío Brasobán, quienes fueron Capitán y Rey de los Congos respectivamente, en el momento en que se realizaron los reconocimientos mundiales de esta expresión

## Características musicales
Los congos de Villa Mella presentan una fuerte influencia africana, especialmente de la región Congo-angoleña y del antiguo Dahomey.
Los instrumentos de percusión característicos de los congos de Villa Mella son: un congo o palo mayor, un conguito o palo menor (también llamado Alcahuete), una canoíta y varias maracas. Los dos primeros instrumentos son tambores. La canoíta está constituida por dos pequeños palos uno de los cuales está ahuecado, con forma de canoa, y el otro hace las veces de baqueta percutora.
Los Congos suelen presentarse en celebraciones religiosas y seculares, manteniendo características propias de la música cantada africana como la alternancia, en forma responsorial, de un coro y solista.

## Reconocimientos
En el 2001 la UNESCO reconoce a la Cofradía de los Congos del Espíritu Santo como Obra Maestra del Patrimonio Oral e Intangible de la Humanidad y para el 2008, debido a una nueva convención que realiza la UNESCO (3.COM), el espacio cultural de la Cofradía del Espíritu Santo de los Congos de Villa Mella pasa a formar parte de la Lista Representativa del Patrimonio Cultural Inmaterial de la Humanidad.